# Storhamar IL
Storhamar Idrettslag er en norsk idrætsforening beliggende i byen Hamar. Foreningen har muligheder som ishockey, håndbold, fodbold og kunstskøjteløb. 

## Ishockey
Klubbens ishockey hold hedder Storhamar Dragons og blev etableret i 1957. Klubben er en af de mest succesfuldeste klubber i hele Norge. Ishockey klubben har hjemmebane i CC Amfi og i Storhamar Ishall.

## Håndbold
Kvindeholdet spiller til daglig i GRUNDIGligaen og har haft tidligere spiller som Heidi Tjugum og Anja Edin.

### Resultater
- Eliteserien:
  - Bronze: 2007-08, 2009-10, 2011-12, 2017-18

## Fodbold
Fodboldholdet spiller til dagligt i den norske 4. divisjon.